# Epigraf (arhitectură)
În arhitectură, un epigraf este inscripția așezată pe un edificiu de la data construcției sale, adesea cu numele maestrului constructor, al dezvoltatorului, uneori și al întreprinderii de construcție. 
Poate fi prezentă o deviză, o frază privitoare la destinație edificiului. De exemplu, pe frontonul Panteonului din Paris se află inscripția: AUX GRANDS HOMMES, LA PATRIE RECONNAISSANTE, în română: „Marilor oameni, Patria recunoscătoare”.

## Galerie de imagini

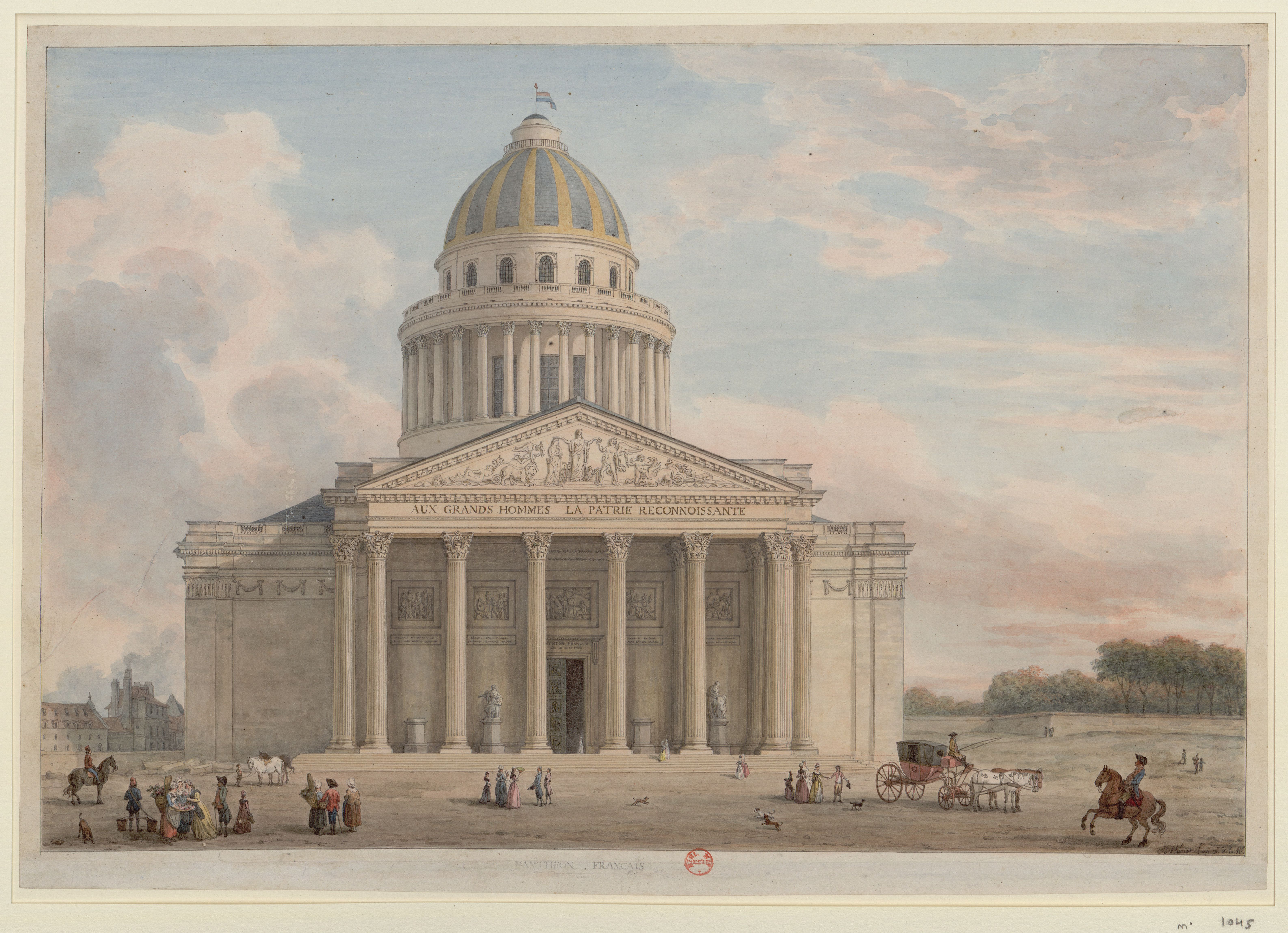
Edificiul devenit „Panthéon”, în 1795. Pe fronton se poate citi inscripţia, cu ortografia epocii, AUX GRANDS HOMMES, LA PATRIE RECONNOISSANTE
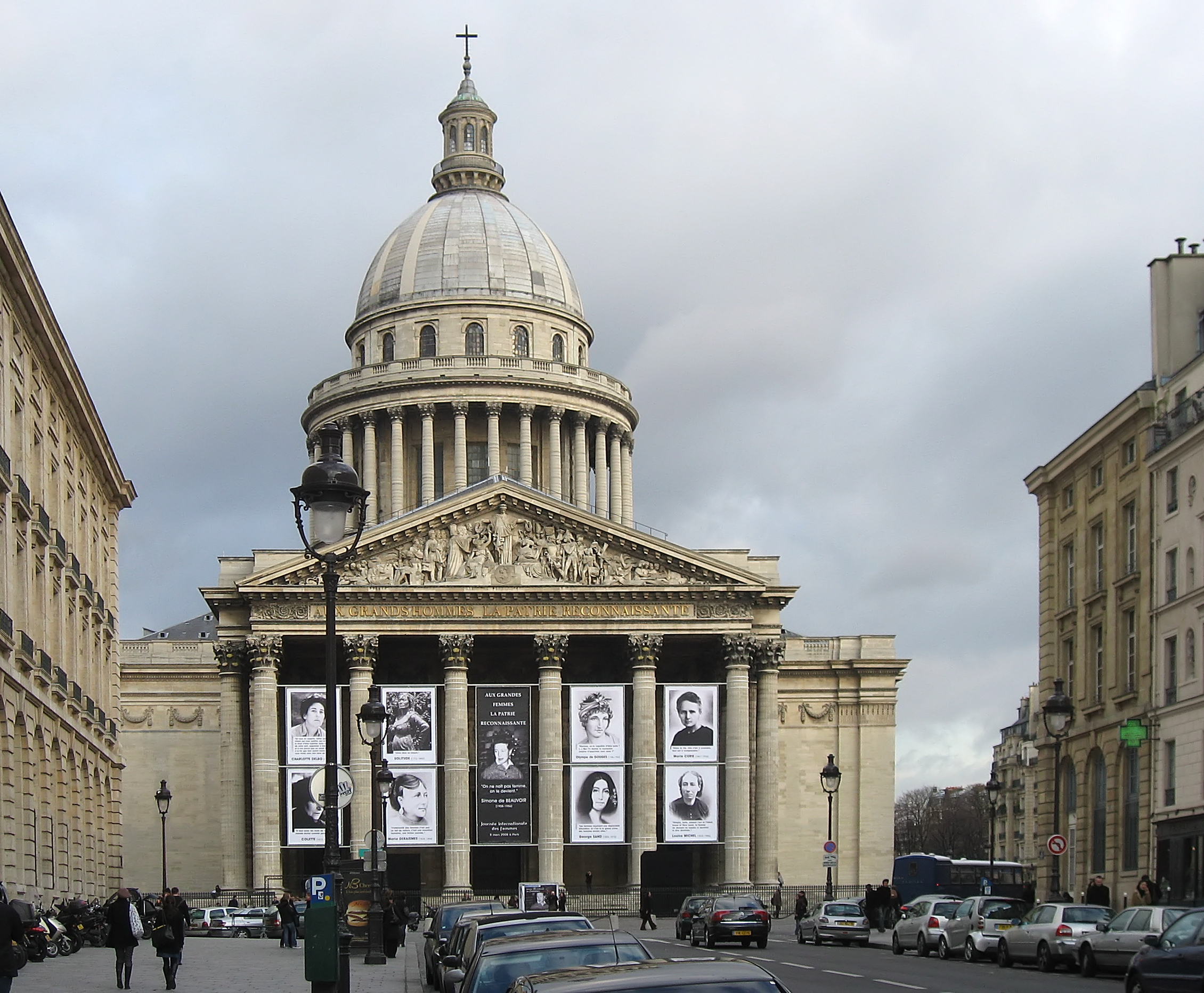
Fațada actuală (martie 2008) a Panteonului din Paris, cu inscripţia pe fronton, AUX GRANDS HOMMES, LA PATRIE RECONNAISSANTE
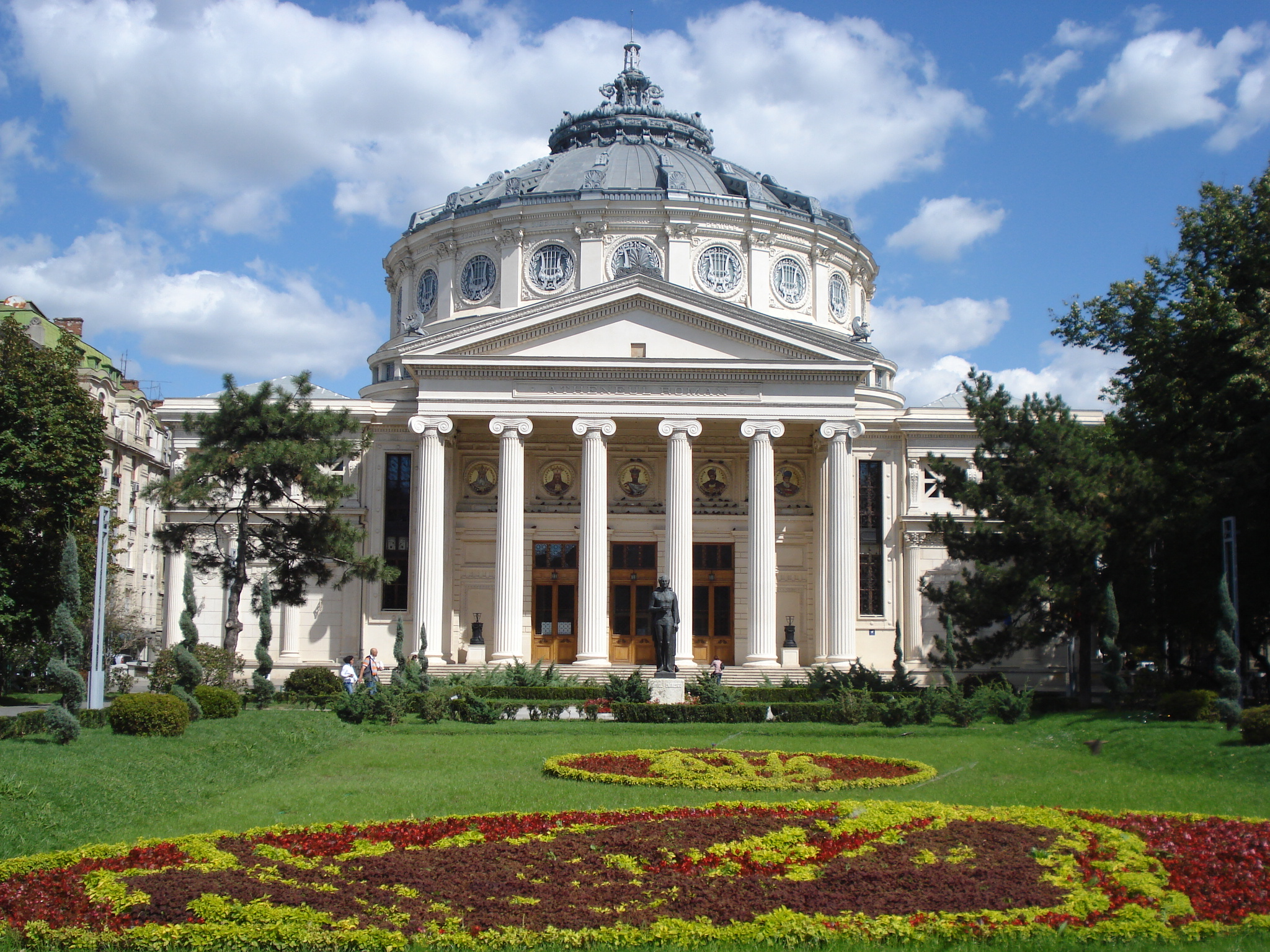
Fațada Ateneului Român din București, cu inscripția, pe fronton, ATHENEUL ROMAN